# Norsjö kommunblock
Norsjö kommunblock var ett tidigare kommunblock i Västerbottens län.

## Administrativ historik
Den 1 januari 1964 grupperades Sveriges 1006 dåvarande kommuner i 282 kommunblock som en förberedelse inför kommunreformen 1971. Norsjö kommunblock bildades då av landskommunerna Norsjö och Malå. Kommunblocket hade vid bildandet 12 268 invånare.
År 1967 delades kommunblocken in i A-regioner och Norsjö kommunblock kom då att tillhöra Skellefteå a-region.
År 1971 ombildades de båda landskommunerna i området till motsvarande enhetskommuner. År 1974 bildades "blockkommunen" Norsjö av kommunerna i området och kommunblocket upplöstes.
År 1983 delades Norsjö kommun och Malå blev återigen en egen kommun.